# Господарський суд Вінницької області
Господа́рський суд Ві́нницької о́бласті — місцевий спеціалізований господарський суд першої інстанції, розташований у місті Вінниці, юрисдикція якого поширюється на Вінницьку область.

## Компетенція
Місцевий господарський суд керуються при здійсненні судочинства Господарським процесуальним кодексом України. Він розглядає господарські справи, тобто ті, що виникають у зв'язку із здійсненням господарської діяльності юридичними особами та фізичними особами-підприємцями. Це, зокрема, справи про стягнення заборгованості за договорами, про чинність договорів, про відшкодування шкоди, про банкрутство, про захист права власності, корпоративні спори та ін.
Господарський суд розглядає справу, як правило, за місцезнаходженням відповідача, тобто якщо офіційна адреса відповідача зареєстрована на території юрисдикції цього суду.

## Історія
Починаючи з 1917 р. центр Подільської губернії переміщується з м. Кам'янець-Подільського до м. Вінниці. Арбітражну комісію при Подільській губернській економічній нараді (Подільська губернська арбітражна комісія) утворено у березні 1923 р. До квітня відбулось 37 судових засідань, розглянуто 273 справи та ін. питань, остаточно закінчено 125 справ. Першим головою арбітражної комісії був заступник голови Подільського губернського суду Долотов М. А. У зв'язку ліквідацією губерній Подільську губернську арбітражну комісію розформовано 31 липня 1925 р.
12 квітня 1927 р. при Вінницькому окружному виконавчому комітеті створюється арбітражна комісія у складі восьми чоловік (голова — Переяславський, його заступник — Шаміс, члени — Шільман та Амбразон, кандидати — Чернявський, Давіденко, Запорожець, Бармак). Арбітражна комісія ліквідована 1931 року.
Обласні органи держарбітражу утворені 1932 року. Арбітрами були затверджені: Брускін, Заруцький, Шубін, Кузін, Горловський, Кожушко, Медвєдєв, Хохлов, Кульницький, Стасюк. Згідно з доповідною запискою, за 1934 рік розглянуто 6227 справ. Протягом 1934-36 рр. головними арбітрами були Шафір і Вдовиченко.
Після звільнення Вінницької області від загарбників навесні 1944 р. розпочалось відновлення діяльності всіх державних органів. Першим повоєнним головним арбітром Вінницького обласного держарбітражу був Голубєв Федір Інокентійович (до 1952 р.), а після нього — Курило Іван Никифорович (до 1964 р.). У 1945 р. штат установи становив 6 чоловік: головний арбітр, держарбітр, консультант, секретар, друкарка, прибральниця. У 1952 р. вирішено 1594 справи: 1285 позовних, 309 переддоговірних.
Постановою Ради Міністрів УРСР від 28 серпня 1963 р. № 985 утворюються міжобласні державні арбітражі. У січні 1964 р. на посаду головного арбітра Вінницького міжобласного арбітражу призначений учасник бойових дій німецько-радянської війни Ільченко Дмитро Федорович. На посаді він перебував до 1986 року. У 1964 р. міжобласним арбітражем розглянуто 5581 справу, з яких: майнових 4746, переддоговірних 835.
У 1966 р. Вінницький міжобласний державний арбітраж реорганізовується у Вінницький обласний державний арбітраж. Після реорганізації штат установи становив п'ять осіб, у тому числі головний держарбітр Ільченко Д. Ф., держарбітри Ігушева О. О. та Перлов С. Л. У подальшому кількість розглянутих справ коливалась від 3000 до 3800.
У березні 1986 р. головним арбітром призначено Прицюка Анатолія Васильовича. У 1991 р. Вінницький обласний державний арбітраж реорганізовано в арбітражний суд Вінницької області.

З 1992 по 2017 роки суд знаходився на 10-13 поверхах у «Книжці»

Указом Президента України у липні 1999 р. на посаду голови арбітражного суду Вінницької області призначений Баранов Микола Миколайович. 14 квітня 2014 р. він був переобраний колективом суддів.
21 жовтня 2016 р. на посаду голови суду обрано Колбасова Федора Федоровича, який з 2000 року працював заступником голови.
У березні 2017 суд переїхав у нове просторе приміщення, обладнане за стандартами судочинства (урочисте відкриття — 26 травня).
26 червня 2018 року на виконання Указу Президента України «Про ліквідацію місцевих господарських судів та утворення окружних господарських судів» № 453/2017 від 29.12.2017 р. Вінницький окружний господарський суд зареєстровано як юридичну особу. Новоутворена судова установа почне свою роботу з дня, визначеного в окремому повідомленні.

## Сьогодення
Господарський суд Вінницької області діє на підставі Указу Президента України від 12 серпня 2010 р. № 811/2010 «Питання мережі господарських судів України».
За якістю судових рішень цей суд уходить до числа найкращих у системі господарської юрисдикції.

### Структура
У Господарському суді Вінницької області працюють 9 суддів, створено три судові колегії:
1. з розгляду справ про банкрутство та справ, пов'язаних із захистом права на об'єкти інтелектуальної власності;
2. з розгляду спорів, пов'язаних з державним регулюванням підприємницької діяльності та справ з корпоративних спорів;
3. з розгляду спорів між господарюючими суб'єктами.

Функціонують шість відділів.

### Керівництво
| Посада                | ПІБ                              | Графік прийому |
| --------------------- | -------------------------------- | -------------- |
| Голова суду           | Тісецький Сергій Сергійович      | ЧТ 10:00-13:00 |
| Заступник Голови суду | Нешик Ольга Степанівна           | ПТ 10:00-13:00 |
| Керівник апарату      | Слободонюк Крістіна Ромуальдівна | ВТ 09:00-12:00 |

Суддя-спікер — Міліціанов Роман Валерійович.

## Показники діяльності у 2015 році
У 2015 році перебувало на розгляді 8819 справ та заяв, у тому числі 820 на початок року. Всього розглянуто 7993 справ та заяв. Середня кількість справ і заяв на суддю — 444.

## Контакти
Господарський суд Вінницької області
Адреса: 21018, м. Вінниця, вулиця Пирогова, 29
Вебсайт: http://www.court.gov.ua/sud5003 [Архівовано 28 лютого 2013 у Wayback Machine.]